# Sierra Leone (rzeka)
Sierra Leone – rzeka, lub estuarium rzek Rokel i Port Loko, uchodząca do Oceanu Atlantyckiego, w Sierra Leone. Znajduje się nad nią stolica kraju – Freetown – oraz miasto portowe Pepel. Liczy 40 km długości i od 6 do 16 km szerokości.